# Wilhelm Heinrich Erbkam
Wilhelm Heinrich Erbkam (Glogau, 8 luglio 1810 – Königsberg, 9 gennaio 1884) è stato un teologo tedesco di fede luterana.
Autore di Die Geschichte der protestantischen Sekten im Zeitalter der Reformation ("La storia delle sette protestante nell'età della Riforma"), ha scritto le biografie di quattordici teologi per l'Allgemeine Deutsche Biographie, prendendo parte alla diatriba accademica che vide per protagonista Ernst Wilhelm Hengstenberg.

## Biografia
Il padre era un alto funzionario governativo e la madre era la figlia del vescovo e teologo luterano Friedrich Samuel Gottfried Sack (1738-1817). Sacks organizzò il trasferimento del padre di Erbkam a Berlino, dove trovò impiego come servitore civico.
Successivamente, il figlio si iscrisse alla facoltà teologica dell'Università di Bonn, presso la quale ebbe fra i suoi maestri suo zio Karl Heinrich Sack, Karl Immanuel Nitzsch e Friedrich Bleek. All'Università Humboldt di Berlino frequentò i corsi di Friedrich Schleiermacher, August Neander e di Philipp Konrad Marheineke. In seguito, studiò al seminario teologico luterano del Wittenberger, dove manifestò il proprio interesse per la storia della chiesa sotto la supervisione di Richard Rothe.
Completata la formazione a Berlino, nel 1838 ricevette l'abilitazione all'insegnamento universitario e, in qualità di privatdozent, per circa undecennio tenne delle lezioni di storia della chiesa e dei dogmi, nonché di teologia sistematica. Il suo primo scritto fu Beleuchtung der Erklärung von 1845, un'accesa polemica in difesa di Ernst Wilhelm Hengstenberg dalle accuse che Rulemann Friedrich Eylert e Johann Heinrich Bernhard Dräseke avevano mosso contro la sua persona e il giornale di storia ecclesiastica da lui diretto.
Nel 1847, fu nominato dall'Università di Königsberg professore di Storia della Chiesa e dei Dogmi. L'anno successivo, pubblico la sua opera più nota Die Geschichte der protestantischen Sekten im Zeitalter der Reformation (La storia delle sette protestante nell'età della Riforma). Nel 1855, Erbkam divenne professore ordinario, succedendo a Justus Ludwig Jacobi. Nel 1857, fu eletto consigliere del Concistoro della Chiesa luterana.
Erbkam morì il 9 gennaio 1884 a Königsberg, all'età di 73 anni.

## Opere
- Leben und Lehre des Kaspar Schwenckfeld (1838)
- Beleuchtung der Erklärung vom 15. August 1845 (1845)
- Geschichte der protestantischen Sekten im Zeitalter der Reformation (1848)
- De Irenaei principiis ethicis (1856)
- Der Werth kirchengeschichtlicher Arbeiten für die theologische Wissenschaft und das kirchliche Leben (1856)
- Melanchthon’s Verhältniß zu Herzog Albrecht von Preußen und zur Königsberger Universität (Festrede am 19. April 1860)
- Discorso tenuto in occasione del centenario dalla nascita di Schleiermacher, il 21 novembre 1868